# سان بارتولومي دي لا توري
بلدية سان بارتولومي دي لا توري (بالإسبانية: San Bartolomé de la Torre) هي بلدية تقع في مقاطعة ولبة التابعة لمنطقة أندلوسيا جنوب إسبانيا.

## الديموغرافيا
بلغ عدد سكان بلدية سان بارتولومي دي لا توري 3.566 نسمة عام 2011 (وفقاً للمعهد الوطني الإسباني للإحصاء).
| 2.940 | 2.945 | 2.991 | 3.030 | 3.327 | 3.468 | 3.566 |